# The Sun and the Moon Complete
The Sun and the Moon Complete è un album discografico di remix del gruppo musicale rock statunitense The Bravery, pubblicato nel 2008.
Il primo CD consiste nella stessa tracklist di The Sun and the Moon, mentre il secondo è composto di remix.

## Tracce
Disco 1 - The Sun
1. Intro - 0:28
2. Believe - 3:46
3. This Is Not the End - 3:59
4. Every Word Is a Knife in My Ear - 3:35
5. Bad Sun - 4:02
6. Time Won't Let Me Go - 4:11
7. Tragedy Bound - 2:22
8. Fistful of Sand - 3:10
9. Angelina - 3:11
10. Split Me Wide Open - 3:38
11. Above and Below - 3:30
12. The Ocean - 3:40

Disco 2 - The Moon
1. Intro - 0:18
2. Believe - 3:19
3. This Is Not the End - 4:02
4. Every Word Is a Knife in My Ear - 2:36
5. Bad Sun - 4:24
6. Time Won't Let Me Go - 3:51
7. Tragedy Bound - 2:26
8. Fistful of Sand - 2:59
9. Angelina - 3:19
10. Split Me Wide Open - 3:33
11. Above and Below - 3:11
12. The Ocean - 4:03